# 설천중학교 (경남)
설천중학교(雪川中學校)는 대한민국 경상남도 남해군 설천면 금음리에 있는 공립 중학교이다.

## 학교 연혁
- 1960년 4월 13일 : 고현중학교 설천분교로 개교
- 1966년 12월 13일 : 설천중학교 인가 (6학급)
- 1970년 12월 12일 : 학급증설 12학급
- 2003년 3월 1일 : 3학급 편성
- 2005년 3월 1일 : 학급증설(특수학급) 1학급
- 2018년 2월 14일 : 제56회 졸업식(10명, 졸업생 누계 5,282명)
- 2022년 9월 1일 : 제34대 이기흔 교장 취임
- 2023년 2월 14일 : 2022학년도 졸업식(13명, 졸업생 누계 5,328명)
- 2023년 3월 2일 : 2023학년도 입학식(3명 남 0명, 여 3명)

## 참고 자료
- 설천중학교 - 한국교육학술정보원 학교알리미